# NGC 4485
NGC 4485 هي مجرة غير منتظمة تقع في كوكبة السلوقيان (كوكبة). وهو يتفاعل مع المجرة الحلزونية NGC 4490 ونتيجة لذلك المجرات مشوهة ويخضعون دائما لتشكيل مكثف للنجوم.

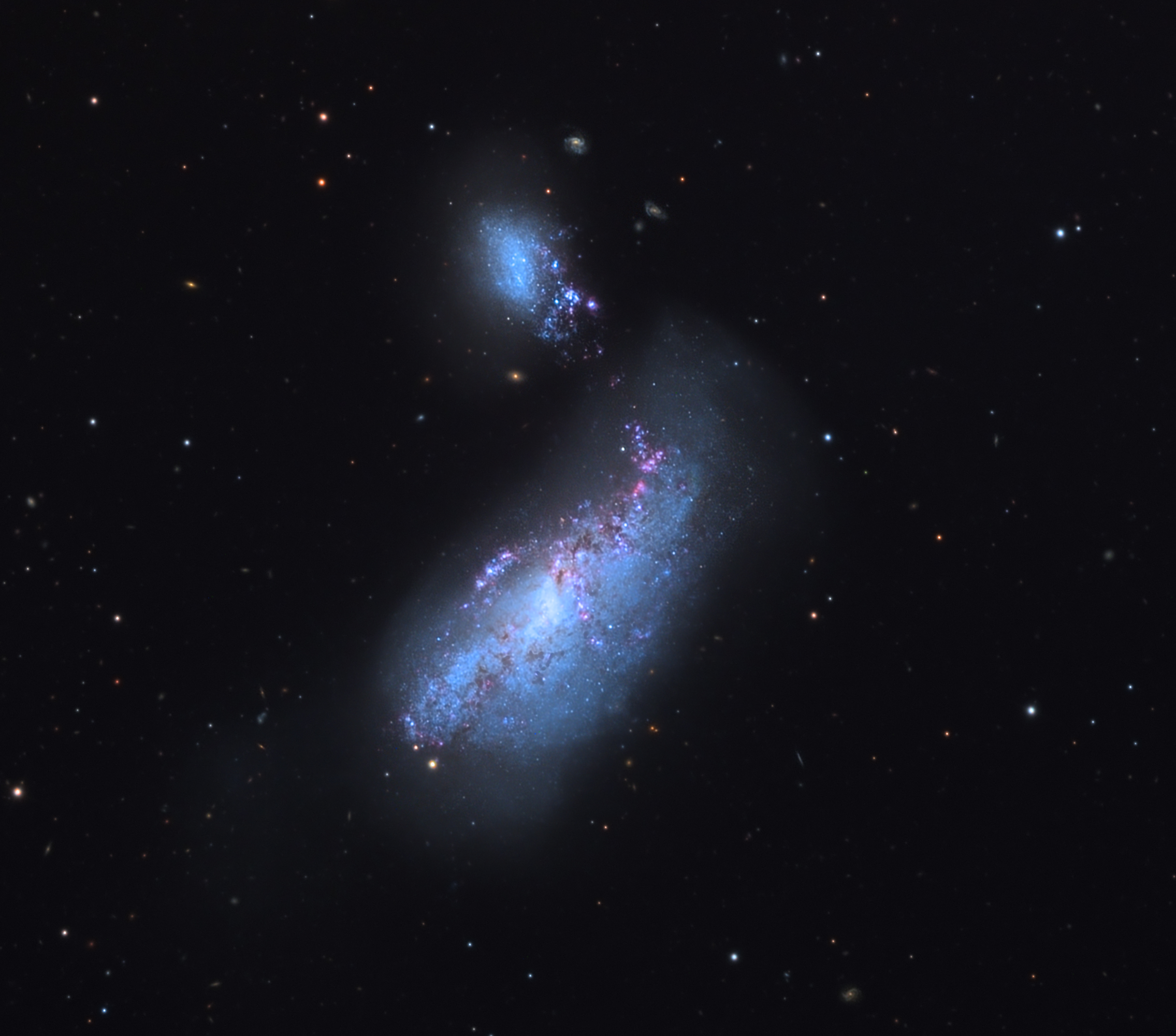
NGC 4485 and NGC 4490

## وصلات خارجية
- NGC 4485 على موقع ويكي سكاي: DSS2, SDSS, GALEX, IRAS, Hydrogen α, X-Ray, Astrophoto, Sky Map, Articles and images